# D/A-omvandlare

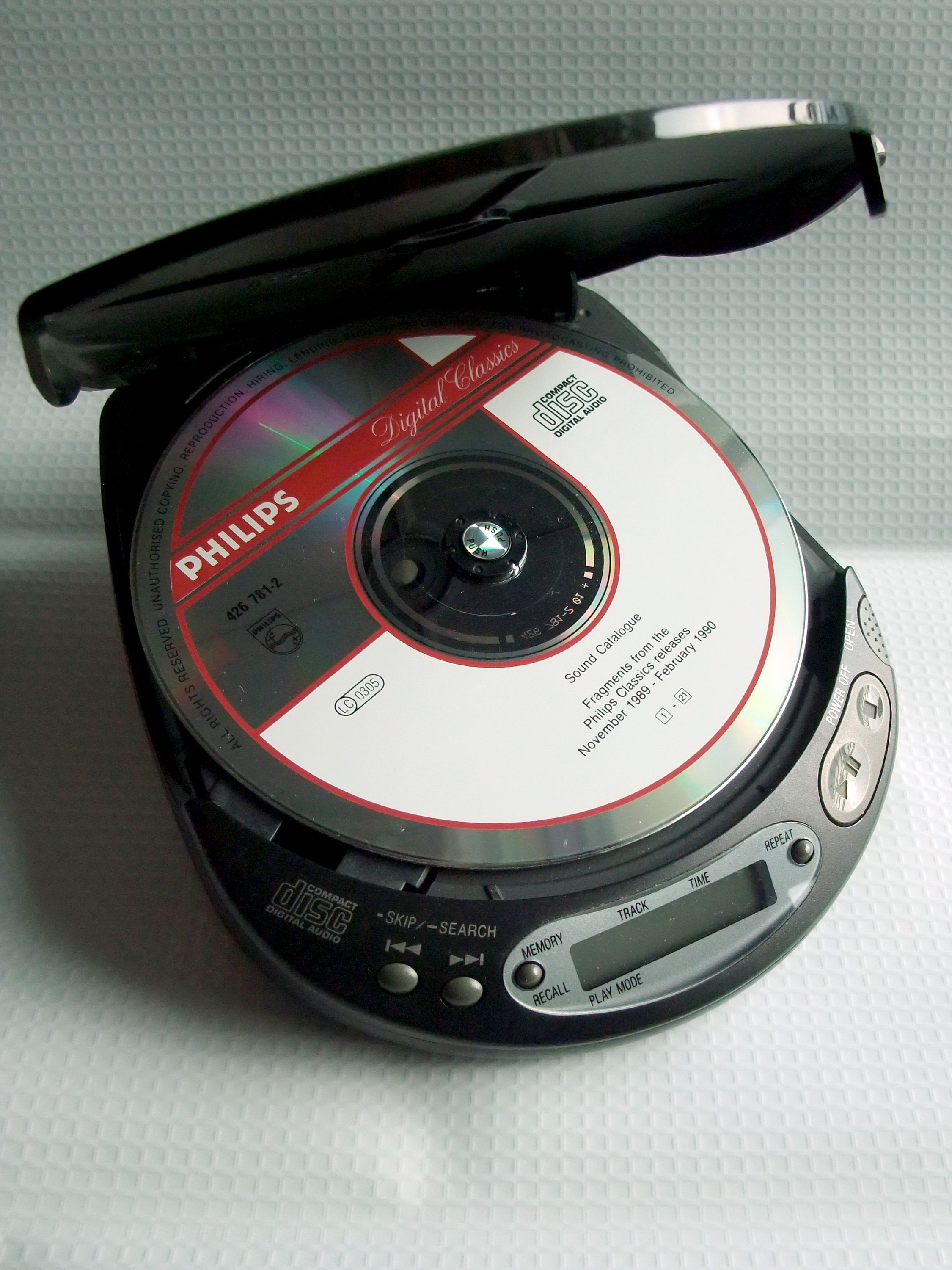
En CD-spelare omvandlar den digitala informationen på en CD-skiva till ljud.

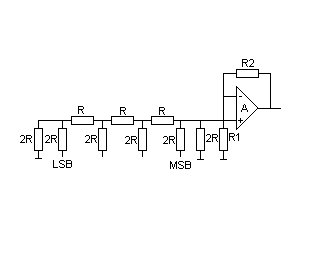
R-2R-stege för D/A-omvandling

En D/A-omvandlare, digital-analog-omvandlare (engelska digital-to-analog converter DAC, D/A, D2A or D-to-A), är en elektrisk krets för omvandling av en digital signal till en analog. Den används närhelst digital information ska överföras, visas eller spelas upp i ett analogt medium, till exempel när ljud spelas från en dator eller en CD-skiva.
Det finns flera olika sätt att konvertera en digital signal till en analog. Ett enkelt sätt är att använda en så kallad R2R-stege. I sin enklaste form används spänningsdelning över ett varierande antal resistorer där varje resistor kopplas in eller ut beroende på en viss bit i det digitala ord som ska omvandlas.